# Martha Hill
Martha Peacock Hill (Lake Forest, 28 aprile 1960) è un'ex sciatrice alpina statunitense paralimpica, che ha rappresentato gli Stati Uniti alle Paralimpiadi invernali del 1984 e del 1988, competizione nella quale ha vinto due medaglie d'argento.

## Biografia
Hill è la madre di Stacy Gaskill che ha rappresentato gli Stati Uniti alle Olimpiadi invernali del 2022 tenutesi a Pechino, in Cina.

## Carriera
Alle Paralimpiadi invernali del 1984 di Innsbruck, Hill è arrivata quarta nella discesa libera, quinta nella supercombinata e sesta, sia nello slalom speciale sia nello slalom gigante.
Alle successive Paralimpiadi invernali, sempre a Innsbruck nel 1988, Hill ha vinto due medaglie d'argentoː nella discesa libera femminile LW2 in 1:27.65 (sul podio Diana Golden, tempo realizzato 1:23.90 e Annemie Schneider 1:29.18 e nello slalom speciale LW2 (con un tempo di 1:38.041 si è piazzata dietro all'atleta canadese Lynda Chyzyk in 1:37.33 e davanti alla francese Virginie Lopez in 1:38.18) .
Ha anche gareggiato negli eventi di sci paralimpico, sport dimostrativo durante le Olimpiadi invernali del 1988.

## Palmarès

### Paralimpiadi
- 2 medaglie:
  - 2 argenti (discesa libera LW2 e slalom speciale LW2 a Innsbruck 1988)